# Miguel Cortés
Miguel Ángel Cortés Meléndez (Pavas, 30 de julio de 1939-6 de agosto de 2024) fue un futbolista costarricense que jugaba como centrocampista.

## Selección nacional
El 14 de diciembre de 1959, hizo su debut con Costa Rica, anotando el segundo gol en la victoria de 6-1 contra Honduras.

## Palmarés

### Títulos nacionales
| Título               | Equipo   | País       | Año  |
| -------------------- | -------- | ---------- | ---- |
| Copa Presidente      | Saprissa | Costa Rica | 1960 |
| Primera División     | Saprissa | Costa Rica | 1962 |
| Copa Presidente      | Saprissa | Costa Rica | 1963 |
| Campeón de Campeones | Saprissa | Costa Rica | 1963 |
| Primera División     | Saprissa | Costa Rica | 1964 |
| Primera División     | Saprissa | Costa Rica | 1965 |
| Primera División     | Saprissa | Costa Rica | 1967 |

### Títulos internacionales
| Título                                  | Equipo     | Sede | Año  |
| --------------------------------------- | ---------- | ---- | ---- |
| Campeonato Centroamericano y del Caribe | Costa Rica | Cuba | 1960 |